# Región Autónoma de la Costa Caribe Norte
Región Autónoma de la Costa Caribe Norte is een van de twee autonome regio's in Nicaragua. Het gebied heeft een oppervlakte van 33.106 km² en een inwoneraantal van 520.204 (2019). De hoofdstad is Puerto Cabezas.
In het noorden van het departement, op de plek waar de Coco aan de grens met Honduras in de Caribische Zee uitmondt, bevindt zich Kaap Gracias a Dios.

## Geschiedenis
Het gebied wordt al eeuwenlang bewoond door Miskito-indianen, hoewel er tegenwoordig door rassenvermenging nog weinig volbloed Miskito bestaan. De Miskito keerden zich steeds tegen de Spanjaarden en later de Nicaraguanen en werden daarin gesteund door het Verenigd Koninkrijk. In 1894 werd hun gebied dan toch bij Nicaragua gevoegd, om in 1900 het departement Zelaya te gaan vormen.
De grondwet van 1986 kondigde mede ten behoeve van de Miskito het Handvest van Autonomie voor het toenmalige departement Zelaya af. Dit departement, dat de oostelijke helft van het land besloeg, werd in twee autonome regio's verdeeld: Región Autónoma del Atlántico Norte en Región Autónoma del Atlántico Sur. Het Handvest is grotendeels gebaseerd op het Spaanse bestuurlijke model: de autonome regio's worden bestuurd door een gouverneur en een regionale raad. Defensie, buitenlandse zaken en dergelijke zijn de verantwoordelijkheid van de centrale overheid in Managua.

## Gemeenten
Het gebied is verdeeld in acht gemeenten:
- Bonanza
- Mulukukú
- Prinzapolka
- Puerto Cabezas
- Rosita
- Siuna
- Waslala
- Waspán

Boaco · Carazo · Chinandega · Chontales · Estelí · Granada · Jinotega · León · Madriz · Managua · Masaya · Matagalpa · Nueva Segovia · Rivas · Río San Juan
Autonome regio's: Región Autónoma de la Costa Caribe Norte · Región Autónoma de la Costa Caribe Sur